# Diesel and Dust
Diesel and Dust är ett musikalbum av det australiska rockbandet Midnight Oil, utgivet i augusti 1987.
Albumet blev Midnight Oils stora internationella genombrott. Mest uppmärksamhet fick hitsingeln Beds Are Burning, som förespråkar återlämnande av beslagtagen mark till aboriginerna.
I jämförelse med tidigare album hade sångtexternas politiska budskap rundats av en smula och låtarna var mer mainstreamanpassade än tidigare - märkligheter i stil med "Scream in Blue" och "Outside World" från 10, 9, 8, 7, 6, 5, 4, 3, 2, 1 saknades. Referenserna till Australiens inrikespolitik är färre, och de politiska angreppen rör i större utsträckning globala frågor.
"Gunbarrel Highway" saknas på skivorna som säljs i USA. Föreslagen orsak är att texten innehållet frasen "shit falls like rain", vilket av skivbolaget ansetts alltför kontroversiellt.

## Låtlista
| Nr  | Titel                | Kompositör              | Längd |
| --- | -------------------- | ----------------------- | ----- |
| 1.  | Beds Are Burning     | Hirst, Moginie, Garrett | 4:14  |
| 2.  | Put Down That Weapon | Moginie, Garrett, Hirst | 4:38  |
| 3.  | Dreamworld           | Moginie, Garrett, Hirst | 3:36  |
| 4.  | Arctic World         | Moginie, Garrett        | 4:21  |
| 5.  | Warakurna            | Moginie                 | 4:38  |
| 6.  | The Dead Heart       | Hirst, Moginie, Garrett | 5:10  |
| 7.  | Whoah                | Moginie, Garrett        | 3:50  |
| 8.  | Bullroarer           | Hirst, Moginie, Garrett | 4:59  |
| 9.  | Sell My Soul         | Moginie, Garrett        | 3:35  |
| 10. | Sometimes            | Moginie, Garrett, Hirst | 3:53  |
| 11. | Gunbarrel Highway^   | Midnight Oil            | 3:38  |

^Ej tillgänglig på LP i USA och Kanada. Ännu 2008 ej tillgängligt på CD i Kanada.

### Fotnoter
1. ↑  Jan Olof Nilsson (3 april 20108). ”Position 18.40° N, 119.31° Ö” (på svenska). Hallands nyheter. https://www.hn.se/nyheter/position-18-40-n-119-31-%C3%B6-1.3666293. Läst 24 juni 2019.